# Нуолен
Нуолен (нем. Nuolen) — населённый пункт в Швейцарии, в кантоне Швиц.
Входит в состав округа Марх. Находится в составе коммуны Ванген. Население составляет 550 человек.